# Football Club Canavese
Il Football Club Canavese, meglio nota come Canavese, è stata una società calcistica italiana con sede nella città di San Giusto Canavese (TO).
I colori sociali sono il blu ed il granata. Nel 2011 ha rinunciato al campionato di Lega Pro e il 19 dicembre 2013 è stata radiata dalla FIGC per intervenuto fallimento.

## Storia
Nata nel 2001 dall'unione di Unione Sportiva Sangiustese (1946) e Associazione Sportiva Volpiano (1919), ha militato nella stagione 2006-2007 nel campionato di Serie D, vincendolo al termine di una testa a testa con il Savona.
Per la stagione agonistica 2010-2011 il Canavese si è affidato ad un nuovo tecnico, Ezio Rossi.
Il campionato si conclude all'11º posto nel girone A della Lega Pro Seconda Divisione. In seguito, la società non riesce ad iscriversi al campionato, e viene posta in liquidazione.
Nel giugno del 2023 viene rifondata la AC Sangiustese che si iscrive al campionato di Terza categoria del girone Ivrea-Valle d'Aosta con presidente Denis Cerutti arrivando prima e conseguendo la promozione in Seconda categoria.

## Stadio
Il Canavese disputava le sue partite interne presso lo "Stadio Franco Cerutti". L'impianto presenta le seguenti caratteristiche:
- Posti totali: 2.500
- Larghezza campo: 68,00 m
- Lunghezza campo: 105,00 m
- Fondo: Erba
- Copertura campo: Scoperto

## Palmarès

### Competizioni nazionali
- Serie D: 1

2006-2007 (girone A)

### Competizioni giovanili
- Campionato Juniores Nazionali: 2

2001-2002, 2002-2003